# Ziemowit Jacek Pietraś
Ziemowit Jacek Pietraś (ur. 7 lipca 1943 w Pionkach, zm. 12 listopada 2004 w Lublinie) – politolog, prawnik, profesor zwyczajny, wykładowca Uniwersytetu Marii Curie-Skłodowskiej w Lublinie.

## Życiorys
Absolwent Wydziału Prawa UMCS (1966). W 1971 uzyskał stopień naukowy doktora na podstawie dysertacji „Wojna domowa ze stanowiska prawa międzynarodowego”, a w 1978 stopień doktora habilitowanego w zakresie prawa międzynarodowego publicznego na podstawie rozprawy „Dyplomatyczna misja specjalna jako instytucja prawa międzynarodowego”. W 1992 otrzymał tytuł naukowy profesora, zaś w 1994 profesora zwyczajnego nauk prawnych.
Od 1966 zatrudniony w UMCS. Wicedyrektor, a następnie dyrektor Międzyuczelnianego Instytutu Nauk Politycznych, twórca i wieloletni kierownik Zakładu Stosunków Międzynarodowych. W 1993 krótko prorektor i rektor (po nagłej śmierci prof. Eugeniusza Gąsiora) UMCS. W latach 1996–1999 prodziekan, a od 1999 do śmierci dziekan Wydziału Politologii.
Członek Komitetu Nauk Politycznych PAN (od 1990), Rady Edukacji Europejskiej MEN (1996–2000), Rady Głównej Szkolnictwa Wyższego (1996–1999) oraz Polskiego Towarzystwa Nauk Politycznych (1985–1998 wiceprezes), International Law Association, Polish European Community Studies Association i Lubelskiego Towarzystwa Naukowego. Ekspert MEN (od 1998). Zasiadał w radach naukowych Polskiego Instytutu Stosunków Międzynarodowych w Warszawie, Instytutu Europy Środkowo-Wschodniej w Lublinie oraz Instytutu Studiów Strategicznych w Krakowie. Uczestniczył w pracach 9 kolegiów redakcyjnych. W latach 1991–1996 redaktor naczelny "Polish Political Science Yearbook".
Wykładał na uczelniach amerykańskich: University of Pennsylvania, University of Minnesota, Macalester College w St. Pauli, University of Wisconsin. Wypromował ponad 30 doktorów, m.in. Hannę Dumałę (1994) czy Beatę Surmacz (2001).
Zainteresowania naukowe Z. J. Pietrasia koncentrowały się wokół zagadnień teorii stosunków międzynarodowych, teorii polityki, prawa międzynarodowego publicznego oraz europejskiego prawa wspólnotowego. Był autorem prawie 200 publikacji naukowych. Pośmiertnie wydana książka „Prawo wspólnotowe i integracja europejska" otrzymała nagrodę Ministra Edukacji Narodowej w kategorii „najlepszy podręcznik akademicki”.

## Upamiętnienie
Jego imieniem nazwano jedną z sal Wydziału oraz wydziałowy konkurs na najlepsze prace magisterskie z zakresu stosunków międzynarodowych.

## Odznaczenia i wyróżnienia
Był odznaczony Krzyżem Kawalerskim Orderu Odrodzenia Polski (1998), Złotym Krzyżem Zasługi (1986) i Medalem Komisji Edukacji Narodowej (1988).
Został pochowany na cmentarzu przy ulicy Lipowej w Lublinie.

## Publikacje
- Dyplomatyczna misja specjalna jako instytucja prawa międzynarodowego, Lublin 1978; (rozprawa habilitacyjna)
- Podstawy teorii stosunków międzynarodowych, Lublin 1986;
- Teoria i praktyka decydowania w polityce zagranicznej Stanów Zjednoczonych i Republiki Federalnej Niemiec, Kraków 1986 (z E. Cziomerem);
- Militarne wyznaczniki międzynarodowej roli ChRL, Lublin 1989;
- Procesy adaptacji politycznej, Lublin 1989;
- Pojęcie i klasyfikacja ról międzynarodowych, Lublin 1989;
- Międzynarodowa rola Chin, Lublin 1990;
- Teoria decyzji politycznych, Lublin 1990;
- Sztuczna inteligencja w politologii: heurystyczne modelowanie procesów adaptacji politycznej, Lublin 1990;
- Mechanizmy adaptacji politycznej państwa, Lublin 1990 (z A. Dumałą);
- Adaptacyjność spenetrowanych systemów politycznych, Lublin 1990;
- Mechanizmy adaptacji politycznej państwa, Lublin 1990;
- Systemy ekspertowe w politologii, Lublin 1990;
- Teoria gier jako sposób analizy procesów podejmowania decyzji politycznych, Lublin 1997;
- Decydowanie polityczne, Warszawa – Kraków 1998;
- Prawo wspólnotowe i integracja europejska, Lublin 2005.

Był również redaktorem lub współredaktorem następujących prac zbiorowych:
- Wybrane problemy teorii i praktyki stosunków międzynarodowych, Lublin 1982;
- Współistnienie państw: wstęp do międzynarodowych stosunków politycznych, Lublin 1988 (z A. Czarnockim);
- Interesy narodowe a współistnienie państw, Lublin 1989 (z M. Pietrasiem);
- Międzynarodowe bezpieczeństwo ekologiczne, Lublin 1991 (z M. Pietrasiem);
- Polityka narodowościowa państw Europy Środkowowschodniej, Lublin 1993 (z A. Czarnockim);
- The future of East-Central Europe, Lublin 1996 (z A. Dumałą).